# Eugenia subspinulosa
Eugenia subspinulosa är en myrtenväxtart som beskrevs av Attila L. Borhidi och O.Muniz. Eugenia subspinulosa ingår i släktet Eugenia och familjen myrtenväxter.
Artens utbredningsområde är Kuba. Inga underarter finns listade i Catalogue of Life.